# Tripneustes depressus
Tripneustes depressus is een zee-egel uit de familie Toxopneustidae.
De wetenschappelijke naam van de soort werd in 1863 gepubliceerd door Alexander Agassiz.